# Саррис, Неоклис
Неокли́с Сарри́с (греч. Νεοκλής Σαρρής; 5 мая 1940, Стамбул — 19 ноября 2011, Афины) — видный греческий историк-тюрколог, университетский профессор, политик.
По мнению профессора П. Ифестоса Саррис был лучшим тюркологом не только в Греции, но признавался таковым и турками.

## Молодость
Коренной константинополец, родился в греческой общине города, находившейся теоретически (юридически) под защитой положений Лозанской конференции 1922—1923 годов.
Окончил греческую Великую школу нации на Фанаре, после чего учился юриспруденции на юридическом факультете Стамульского университета. В возрасте 20 лет стал политическим советником константинопольского патриарха Афинагора.
Состоял в организации молодёжи Партии справедливости Сулеймана Демиреля. Однако и дружественно настроенные к нему соратники по партии ограничивались замечанием/советом, что он мог бы сделать блестящую карьеру в Греции, что согласно речи Сарриса в Парламенте Греции объяснялось планами кемалистского истеблишмента искоренить коренное греческое население в нарушение статей Лозаннского мирного договора (1923).
Саррис отметил, что его участие в студенческой борьбе в Турции и то что он вероятно был единственным греком после 1922 года с заметным участием в политических партиях Турции, делало более чем вероятным его избрание в турецкий парламент, представляя греческую общину. Однако то что было возможным в последние годы существования Османской империи стало невозможным в кемалистской Турции. Последующие события потрясли не только греческую общину Константинополя, включая семью Сарриса, но и его личную жизнь.

## Исход
После 1924 года коренному православному греческому населению на территории Турции фактически разрешалось проживать только в старых границах города Константинополя (включая Принцевы острова), а также на греческих островах Имброс и Тенедос на северо-востоке Эгейского моря, освобождённых греческим флотом ещё в Балканские войны 1912-13 годов и бывших в составе Греции почти 10 лет, но оставленных Турции Лозаннским мирным договором (1923), в силу их расположения у входа в Черноморские проливы. Однако давление турецких властей, введение «налога для меньшинств» и массовые погромы в 1950-х годах привели к резкому сокращению числа коренных константинопольцев. Несмотря на все невзгоды и гонения турецких властей, до 90 тысяч константинопольских греков продолжали жить в родном городе.
В 1964 году, под предлогом межобщинных конфликтов на Кипре, правительство Инёню попрало все международные договоры и обязательства Турции и приступило к массовой депортации константинопольских греков, лишив Родины 60 тысяч человек.
(в 2006 году в Стамбуле проживало менее трёх тысяч православных греков,в основном священников и их семей в Стамбуле, где центром греческой жизни остаётся квартал Фенер (Фанар), место резиденции Константинопольского Патриарха)
В результате, мусульманская община в греческой Западной Фракии, выведенная за рамки обмена населениями, оказалось сегодня в десятки раз больше греческой общины Константинополя и Имвроса-Тенедоса, хотя по замыслу инициаторов насильственного обмена населениями эти две общины должны были уравновешивать друг друга.
Семья Сарриса была в числе депортированных, и в числе других изгнанных из своего Отечества жителей вступила на территорию Греции перейдя мост на пограничной реке Марица.

## Академическая и политическая деятельность в Греции
Несмотря на невзгоды и негативные перемены в жизни, Саррис продолжил свою активную деятельность в новых условиях.
Прежде всего он продолжил учёбу на факультетах политических и экономических наук Афинского университета, а затем на факультете психологии Женевского университета. Свою докторскую диссертацию защитил в Университете Аристотеля в Салониках.

### Преподавательская деятельность
Профессор Саррис преподавал социологию истории в университете Пантеон, со специализацией на Османском периоде. Был деканом факультета социологии университета Пантеон.
Преподавал также психосоциологию в Цюрихском университете. Параллельно и в течение 30 лет он преподавал социологию кинематографа в частной Школе кинематографа-телевидения Ликурга Ставракоса, которую на протяжении многих лет он представлял на Мюнхенском кинофестивале.

### Политическая деятельность
Саррис стал последовательно советником и сотрудником двух председателей партии Союза демократического центра — Георгиоса Мавроса и Иоанниса Зигдиса. После смерти последнего центральный комитет партии возложил на него должность председателя партии. Хотя к тому времени Союз центра не представлял уже реальную политическую силу, этот выбор сделал Сарриса четвёртым в почётном ряду председателей партии начиная с Георгиоса Папандреу и далее после Г. Мавроса и И. Зигдиса.
В конце 1970-х годов Саррис был негласным посредником между Грецией и Турцией, зондируя почву с Бюлентом Эджевитом и с турецкой политической верхушкой в целом, перенося их мысли и позиции греческому премьеру через ушедшего в отставку Г. Мавроса
На парламентских выборах 2009 года, Саррис был номинально кандидатом от партии Демократическое возрождение, предоставив своё имя на почётном последнем месте избирательного всегреческого бюллетеня партии, что практически исключало его избрание, повторив таким же образом и своё участие в бюллетене партии Демократическое социальное движение (ΔΗΚΚΙ) на выборах 2000 года.

## Друг турецкого народа — враг кемалистского государства
Саррис имел глубокие знания о историческом пути турок, формировании, характере и их образе мышления. Народа который он не только не ненавидел, а ощущал что и он сам является детищем бурного противоречивого и трагического пути нового турецкого государства. Вместе с ними он вырос, испытал на себе противоречия турецкого общества, исследовал научно его формирование и эволюцию. Но у него была моральная и интеллектуальная сила дабы не относиться враждебно к турецкому народу. Он оставался в друзьях со всеми знакомыми ему турками и не прерывал контактов. Существенным образом он испытал на себе противоречивое формирование современного турецкого государства, опасность исходящую от него, разнообразный антропологический состав его общества и его трагические контрасты, но и (скрываемое) родство с греками. Саррис, как никто другой был редким знатоком разнообразного антропологического состава народов современного турецкого государства и особенностей турецкой внешней политики.
При этом он не скрывал своё неприятие турецкого государства, особенно в отношении кемалистской Турции. Широкую известность получило его изречение, которое занимает видное место в современных греческих цитатниках:

У Турции нет истории, но (есть) список уголовных преступлений— .
.
Саррис считал что кемализм — это младотурецкая секта, а «младотурки — это первые нацисты Европы — в полном смысле этого слова».
В том что касается попыток представить Кемаля демократом, а созданное им государство демократическим, Саррис писал, что «Кемаль имел такое же отношение к демократии как и Муссолини», что «созданное им государство было авторитарным и репрессивным», «где виселицы были обычным явлением для наказания инакомыслящих».

## Саррис о планах современной Турции
В 1990 году, в журнале «Новая социология» («Νέα Κοινωνιολογία») в посвящении Греция—Турция — турецкие намерения и греческие иллюзии («ΕΛΛΑΣ — ΤΟΥΡΚΙΑ — οι τουρκικές προθέσεις και οι ελληνικές αυταπάτες»), Саррис опубликовал статью Греко-турецкие отношения и европейская интеграция («Ελληνοτουρκικές Σχέσεις και Ευρωπαϊκή Ολοκλήρωση»), в которой предсказывал, что Турция не вступит в Европейский союз, поскольку её основная цель не европейская модернизация, а ревизия международных соглашений (в первую очередь Лозаннского), для достижения цели всех политических сил в Турции, каковой является воссоздание Османской империи как турецкой империи.
Он писал что сначала Турция попытается достичь этого расширяя влияние на тюркоязычные и мусульманские народы бывшего СССР и арабоязычные регионы Ближнего Востока, нейтрализуя любую реакцию на её планы, с тем чтобы в итоге присоединить территории, которые были утеряны Османской империей согласно международным договорам. По этой причине она пытается навязать себя в качестве ведущей силы исламского мира, позиционируя себя великой державой, которая защищает мусульман против крестоносцев Запада.
Касательно перспектив в отношениях Турции и Европы, Саррис ссылался на тексты турецких интеллигентов и политиков, согласно которым целью Турции должно быть осуществление планов Сулеймана I, но не посредством войны, а посредством роста населения Турции и мусульманского мира в целом, а также перемещением больших групп этого населения в Европу, с тем чтобы её идеологическое и культурное влияние в Европе стало доминирующим.
Большим вкладом в освещении планов Турции, стал координированный Саррисом перевод и издание книги турецкого профессора, в дальнейшем министра иностранных дел, Ахмета Давутоглу «Стратегическая глубина». Издание книги на греческом позволило любому греку, которого интересуют планы Турции, ознакомиться как мыслит неоосманский центр в Анкаре и наглядно демонстрирует, что проблемой является не только кемалистский национализм военных, но и османские амбиции и планы исламодемократов Р. Эрдогана.

## Персона нон грата
Профессор Константин Холевас пишет, что благодаря Саррису греческий читатель узнал много о соседней стране, которая, как это ни странно, остаётся для греков неизвестной. Саррис пытался создать фундамент для серьёзных тюркологических исследований, параллельно указывал, подкрепляя это не только своими знаниями, но и документами, опасность которую представляет для эллинизма неосманский экспансионизм.
Он мешал планам наивных и исторически безграмотных последователей бездумного «греко-турецкого сближения», которые высказывали желание убрать из школьных учебников героев и мучеников, принять навязанные внешними силами планы типа Плана Аннана, отказаться от своих прав вытекающих из Международного морского права в Эгейском море.
Хотя П. Ифестос, профессор международных отношений Пирейского университета отмечает почтение высказываемое Саррису его турецкими коллегами, которые считали Сарриса наилучшим тюркологом, это однако и была проблема его личного и академического присутствия в греческом государстве. Местные «грызуны», по выражению П. Ифестоса, на поприщах политики, информации и (якобы) науки, били его непрерывно и беспощадно, не желая чтобы подобный голос был услышан.
Местная ксенократическая (зависимая от Запада) система, которая приняла деструктивную позицию умиротворения Анкары, не хотела чтобы греки слышали Сарриса. Им не удалось заставить его замолчать, при этом, как пишет Ифестос, он оставался спокойным и мягким человеком.
К. Холевас пишет что в отличие от анализов Сарриса основанных на глубоком знании турецкого языка, общества, истории и политики большая часть тюркологических анализов в Греции производится политическими-научными фондами-институтами которые заведомо ориентированы на миротворчество то есть на греческие уступки Турции.

### «Сеть 21»
В декабре 1997 года Саррис стал одним из организаторов патриотической (по другим оценкам националистической) организации Сеть 21 (ссылка как на XXI век, так и на 21й год.
Организаторы сети предполагали сделать её аналитическим центром, рассматривавшем не только отношения Греции — Турции, но Кипрский вопрос, Курдский вопрос, Фракию, Северный Эпир, Македонский вопрос, Понтийский вопрос.
В конце 90х годов греческий канал High TV предоставил ему возможность озвучить причины его противодействия навязываемой извне так называемой «греко-турецкой дружбе» в большой серии телепередач под заголовком «Сечения».
Его вовлечённость и активная деятельность в вопросах болезненных для официальной Турции сделали его по сути персоной нон грата в этой стране.

### Курдский вопрос
Характерен совет Сарриса греческим интеллигентам, которых вводил в заблуждение европейский стиль их турецких собеседников: «если ты хочешь узнать как (что) думает твой собеседник, спроси его мнение о курдском вопросе».
В связи с этим Саррис информировал что в разговоре о демографии с видными лицами деловой Турции, он получил ответ что «демографическая проблема не у вас [в Греции], а у нас [в Турции]», поскольку население растёт за счёт курдов.
Саррис не скрывал свои симпатии борьбе Курдской рабочей партии объявленной террористической организацией в Турции и признанной таковой в Соединёнными Штатами и ЕС.
В 1999 году, во время натовской бомбардировки Югославии, Саррис подписался под петицией вручённой посольству США, которая гласила что Белград бомбят «под предлогом нарушения прав человека, в то время как Турция безнаказанно нарушает их на Кипре и в Курдистане „унижая ООН“». При этом демонстранты осаждали посольство, держа в руках греческие и югославские флаги, но и флаги с портретом Очалана.
Его личная поддержка борьбе курдов и попытка вызвать массовое движение греков в поддержку их борьбы обострили его и без того не простые отношения с турецким государством.

### Геноцид понтийских греков
24 февраля 1994 года, единогласным решением, парламент Греции постановил считать 19 мая Днём Памяти геноцида понтийских греков турками.
Идея установить днём памяти геноцида 19 мая принадлежит Саррису и была поддержана всеми деятелями понтийских организаций.
Избранная Саррисом дата не случайна: 19 мая 1919 года М. Кемаль высадился в Самсуне и приступил к завершению геноцидов христианских коренных народов Анатолии, начиная с понтийских греков.
Официальная Турция, которая не признаёт за собой никаких геноцидов, рассматривает это как вызов, поскольку в Турции эта дата официальный праздник — День памяти Ататюрка, молодёжи и спорта (тур. Atatürk'ü Anma, Gençlik ve Spor Bayramı).
Турецкая историография именует эту дату началом «Освободительная войны» хотя термин оспаривается уже не только греческими историками, но и некоторыми турецкими историками. Аттила Туйган в работе «Геноцид за мать-родину», включённой в книгу «Геноцид на Востоке. От Османской империи к нации-государству» (Η γενοκτονία στην Ανατολή Από την Οθωμανική Αυτοκρατορία στο έθνος-κράτος) пишет: «…Утверждение о том, что турецкая национально-освободительная война была дана против империализма не основано ни на чём. Напротив, как отмечает профессор Танер Акчам, война „была дана не против агрессоров, но против меньшинств“. „Общества Обороны-Закона“ (Mudafai Hukut), которые были локомотивом „национальной борьбы“, были однозначно созданы против угрозы ромеев (см. греков) и армян. …Кемаль, в июле 1919 года, посылая свою отставку султану, открыто заявлял: „Мой офицерский статус начал становиться препятствием в национальной борьбе что мы начали, чтобы спасти нашу священную Родину и нацию от распада и не пожертвовать Родиной стремлениям греков и армян“».

### Дело Омера Асана
Другим нашумевшим в Турции делом, связанным с Понтийским вопросом, стало дело Омера Асана, турецкого писателя и лингвиста греческого (понтийского) происхождения. По сути это дело можно было именовать делом Сарриса, поскольку писатель преследовался в судебном порядке (2002 г.) за предисловие написанное Саррисом к книге Асана «Pontos Kulturu» (Понтийская культура). Асан обвинялся в «письменной пропаганде с целью расчленения Турции» и ему грозило заключение сроком от 16 месяцев до 4 лет.
Хотя книга была издана дважды (1996, 2000) вопрос всплыл в 2002 году, поскольку «глубинное государство» «объявило войну» понтийцам-мусульманам, видя в них угрозу аналогичную курдским сепаратистам.
Однако обвинения были предъявлены не к книге как таковой, а к предисловию Сарриса. Саррис писал что "официальный повод прибытия Кемаля в Самсун был аналогичен поводу высадки греческой армии в Смирне за неделю до этого.
Оба повода были одобрены и поддержаны «союзниками». Задачей греческой армии действовавшей официально по поручению союзников была защита греков Анатолии от иррегулярных банд действовавших с периода правления, младотурков, что соответствовало инструкциям данным Кемалю султаном и союзниками, то есть наведение порядка на Чёрном море и защита греков от банд.
Саррис писал это не от себя, но ссылался (цитировал) на турецкие источники. Однако эти крамольные мысли опровергали государственную мифологию что Кемаль прибыл в Самсун чтобы спасти страну от греков занявших далёкую от Самсуна Смирну.
Власти не преминули напомнить, что Саррис обвиняется в поддержке ΡΚΚ, ведёт сепаратистскую пропаганду против турецкого государства и ставит своей целью создание понтийского государства на Чёрном море.
Однако эти обвинения вызвали насмешки у части турецких журналистов, поскольку Саррис лишь цитировал: «обвиняется в сепаратистской пропаганде Доган Авджиоглу и самый близкий друг Кемаля Ататюрка Фалих Рыфкы Атай».
Насмешки также вызвали обвинения непосредственно Асану, за то что информировал, что в регионе Трабзона, в городе Оф, местное население находится под влиянием Понтийской культуры, а в селе Корук (Эренкёй), живут люди которые говорят на (греческом) диалекте.

### Смирненская резня как завершение Геноцида греков
В 1994 году Саррис представил греческому читателю работу Фалих Рыфкы Атайя «Çankaya», в которой этот корифей кемалистской журналистики и друг Кемаля открыто признаёт что сожжение Смирны было произведено согласно плану этнической чистки.
Это полностью опровергает попытки официальной Турции переложить ответственность за сожжение города (на третий день после вступления туда кемалистских войск) на «неизвестных армян».
В более широком плане и в силу того что кемалистское государство, отказываясь признать совершённые им геноциды коренных христианских народов Малой Азии, включая Геноцид понтийских греков и Геноцид греков Ионии, одновременно пытается занизить цифры жертв, Саррис отвечает на эти манипуляции основываясь на османскую статистику.
Согласно этой статистике, до Первой мировой войны в Малой Азии жили около 2 млн православных христиан. Из них после окончания греко-турецкой войны 1920—1922 годов, около 1,2 млн нашли убежище в Греции, около 100 тыс. — в СССР, 50 тысяч — в других странах. Саррис риторически вопрошает «Что стало с 500.000-600.000 ?» и отвечает, что даже школьник начальных классов может убедиться в недостаче и отмечает «что эта брешь есть могилы невинных жертв резни младотурков — кемалистов».

## О Советской России
Саррис был политиком состоявшим и руководившим партиями центристской ориентации. Его оппоненты часто именовали его националистом и даже ультраправым, в силу участия в соответствующих политических движениях. Однако сам Саррис часто именовал себя социалистом, ссылаясь на европейских идеологов первой половины XIX века.
Характерно его заявление о том, что в историческом плане он не относится со враждой к российским революциям 1917 года, но предпочёл бы чтобы они задержались на 6-12 месяцев (ссылка на то что досрочный выход России из войны перечеркнул планы о будущем особом статусе его родного Константинополя).
Он не обошёл факт советской финансовой и военной помощи Кемалю, которая повернула ход военных и политических событий 1920-21 годов и косвенным образом содействовала последовавшей Малоазийской катастрофе эллинизма.
Согласно исследованиям Сарриса, советская помощь кемалистам была существенной и спасительной для кемалистов, поскольку превышала их бюджет (в турецких лирах 63 млн в1920 году, 79 млн в 1921) и все военные расходы двух лет.
На основании исследований Сарриса и академика Т. Афанасиадиса греческий историк И. Папафлоратос писал: «есть утверждения что жалованье кемалистским военным оплачивал Ленин».

## Саррис о Коминтерне и передаче Восточной Фракии
Кроме поддержки кемалистов советской Россией, Саррис уделил пристальное внимание позиции Коминтерна со штаб-квартирой в Москве.
В ходе исследований материалов периода Лозаннского договора, особое впечатление на Сарриса произвело по какой причине Греция была вынуждена оставить без боя Восточную Фракию туркам. В поисках ответа на этот вопрос он обнаружил в архивах Коминтерна «беспокойство», но вовсе не о десятках тысяч убитых жителей Смирны и разрушения города. По выражению Сарриса Коминтерн «страдал» по причине того, что по его мнению разрушение Смирны было Пирровой победой Кемаля, которая как опасался Коминтерн, открывала дорогу для занятия греческой армией Константинополя. Действительно, занятие Константинополя было делом простого выдвижения греческой армии стоявшей в 50-60 км от города, с военной точки зрения «прогулкой», поскольку перед городом не было кемалистских сил чтобы остановить её, а в городе находились только небольшие группы французов и англичан из символических «межсоюзнических сил оккупации».
Греческий флот надёжно прикрывал Константинополь и Восточную Фракию, в то время как Кемаль, не располагавший флотом (оставшиеся единицы Османского флота он получил только в октябре 1923 года) тщетно пытался собрать всевозможные плавсредства.
По этой причине, пишет Саррис, при подписании Лозаннского договора (июль-август 1923) Кемаль не претендовал на греческие острова которым он не мог угрожать оккупацией.
Саррис пишет что у Кемаля не было возможности изгнать греческую армию из Фракии военным путём, в сентябре 1922 года Греция могла удержать Фракию и расселить там сотни тысяч беженцев Малой Азии, Понта, в то время как греческое население самого Константинополя достигало 500.000 человек.
Однако «беспокойство» Коминтерна о греческом Константинополе и Восточной Фракии, разрешила Антанта. В результате политического давления на Грецию, не имевшую более финансовой возможности и поддержки продолжить войны десятилетия 1912—1922 годов и обременённую сотнями тысяч беженцев, греческая армия не только не выдвинулась к Константинополю, но сдала без боя и Восточную Фракию, где, как отмечает Саррис, большинство населения было греческим, в отличие от этно-религиозной чересполосицы Западной Фракии, оставшейся за Грецией.
«Фракия была передана нам без единого выстрела», заявил через 50 лет Исмет Инёню.
Э. Хемингуэй так описывал вопрос Восточной Фракии после Малоазийской катастрофы: «Для Греции 1922 года, Фракия была как Битва на Марне — там будет сыграна и выиграна вновь игра. Зрелище было потрясающим. Вся страна находилась в военной горячке (…)
А затем случилось неожиданное: союзники подарили Восточную Фракию туркам и дали греческой армии крайний срок 3 дня для её эвакуации…».
Саррис пишет, что это имело роковые последствия для греков Константинополя в перспективе полувека, но и геополитические последствия, которые Коминтерн не видел или не желал видеть.
Он пишет, что получив без боя Восточную Фракию, Турция получила в перспективе возможность претендовать на роль лидера на Балканах. Он подчёркивает, что кемалистская Турция после Лозанны стала потенциальной Османской империей ! Она получила возможность «развиваться» в пределах влияния Османской империи, то что мы наблюдаем в наши дни.

## О турецком кемалистском ревизионизме
В 1992 году Саррис представил свои оценки греческому мюнхенскому журналу «Истрос» (Οίστρος). Саррис считал что после Первой мировой войны ревизионизм стал причиной Второй мировой. Ревизионизм не признавал политические геополитические и геостратегические результаты закреплённые в договорах после военного периода 1914-18 годов.
Саррис ссылается на турецкого профессора Ора (Ορά), который пишет что кемализм был первым ревизионистским движением в истории международных отношений, которое увенчалось успехом, в отличие от нацизма и фашизма, которые не сумели достичь поставленных целей.
Лозаннский договор стал первым договором пересмотревшим результаты Первой мировой войны. Севрский мирный договор (1920) положил конец побеждённой Османской империи, Лозаннский договор (1923) пересмотрел его результаты. Саррис пишет, что «это как бы если Версальский договор был пересмотрен нацистами».
С Лозаннским договором, который считается актом рождения современного «светского» и «демократического» турецкого государства, очевидно что Османская империя не распалась, а Лозаннский договор в действительности является первым пересмотренным договором. Саррис подчёркивает что это замечание современных турецких мыслителей, но вывод без труда можно сделать изучая кемалистскую идеологию и перенос этой идеологии в жизнь, как следует из истории турецкого государства. Ора пишет то что не удалось Гитлеру, однозначно удалось Кемалю.
Саррис информирует, что турецкий историк Мететун Джай, в 1977, в работе «Как следует относиться к Ататюрку» («Πώς πρέπει να βλέπει κανείς τον Ατατούρκ;)», поставил под сомнение обожествлённую фигуру вождя Турции, лишил его мифа, заявляя что он по существу не отличается от любого диктатора межвоенного периода, а его авторитарный диктаторский режим не отличается и идеологически и на практике от однородных режимов центральной Европы.
Основываясь на том что происходит сегодня в Турции, Саррис соглашается с выводом другого турецкого автора, что кемализм потерял свои позиции в Турции за исключением немногих военных бюрократов Анкары. В этой связи Саррис пишет что «славу-очарование» кемализм сохраняет среди греческих сторонников странной «греко-турецкой дружбы» и имеет сторонников за рубежом.
По оценке Сарриса, через ревизионистский кемалийский режим все политические партии сегодняшней Турции в действительности являются продолжением младотурков.
Саррис также отмечает, что сегодняшние турецкие амбиции и претензии на греческие острова Эгейского моря появились уже в период Лозаннского договора и последующие десятилетия, но препятствием был греческий флот, в то время как кемалистская Турция им практически не располагала. При этом претензии Турции основывались не на международном праве, а на геостратегических доводах (Саррис указывает что подобные доводы были приняты в дальнейшем и нацистами.

## Саррис о системе кемализм-Ислам
Саррис писал, что те кто говорят о «светском государстве» и исламском «народном государстве» забывают что ислам имеет в качестве своей составляющей политику. Ислам не является религией как все остальные религии. Религия в исламе это один из элементов. Ислам является одновременно религиозной, социальной, экономической и правовой системой. Мухаммед был пророком, основателем религии, первосвященником, основателем государства, главнокомандующим, главой государства, главой правительства, законодателем и верховным судьёй. Такого рода религия не появлялась ни в один период истории. Саррис считал что в исламе существует противоречие: с одной стороны всечеловеческие ценности, которые провозглашают все религии, филантропия, любовь, солидарность, обращённые разумеется на посмертное спасение, а с другой стороны имеем узаконивание насилия, власти, убийств, «освящение» убийств «неверных», а также любой обман (во вред неверных), если они направлены на экспансию исламизма.
Саррис подчёркивает что «народное» государство и одновременно исламское государство не могут существовать. Саррис пишет что сегодня никто уже не оспаривает выдвинутый им в 1976 году тезис, согласно которому сегодняшняя Турция является потенциально Османской империей, и её целью является возрождение этой империи в другой форме.

## Кипр
Хотя Кипрский вопрос послужил Турции поводом для ликвидации греческой общины Константинополя, Саррис хладнокровно считал, что началом всех бед на Кипре были Цюрихско-лондонские соглашения 1959 года, которые узаконили военно-политическое присутствие англичан на острове, с правами гаранта и с расистской конституцией, которая неминуемо вела в тупик. Колониальная Великобритания обеспечила таким образом доминирующее присутствие на Кипре, чтобы сохранить свою роль в регионе и на международной арене. Последовал предписанный турецкий мятеж и создание внутренних границ (зелёная линия) равносильных административному разделу и охраняемых виновниками — англичанами.
Саррис считал Цюрихсколондонские соглашения началом всех бед на острове, поскольку они дали Турции право вмешиваться на острове с согласия греческого правительства и против волеизъявления коренного (греческого) народа Кипра (82 % населения) и его лидера архиепископа Макариоса.
8 апреля 2004 года Саррис был в числе видных представителей греческого общества которые опубликовали лаконичное объявление в поддержку позиции президента Кипра Тассоса Пападопулоса призвавшего граждан Кипра отвергнуть на референдуме т. н. План Аннана.
Через несколько дней, 17 апреля, Саррис подписался под текстом 76 деятелей наук и искусства, объяснявшего их позицию: «С планом генерального секретаря ООН будет достигнута ликвидация Республики Кипр, вместо неё будет создан протекторат, в то время как наносится удар политической и правовой культуре Европы, а также Праву которое должно руководить неустойчивой (шатающейся) всемирной организацией, ООН».

## Против «нейтральных» учебников
Современный греческий историк Георгиос Карабелиас высказывает мнение, что в конце XX— начале XXI веков разложение национальных идентитетов посредством разложения национальных «повествований» стало господствующей целью западной исторической и социологической мысли, в особенности когда это касается наций «периферии» с глубокими историческими корнями. Карабелиас именует это «школой», поставившей себе главной целью моменты занимающие центральные места в греческом историческом сознании. Эти моменты истории являются значительными в подсознании греков и влияют на их готовность к борьбе. Карабелиас заявляет, что по этой причине предпринимается попытка поставить под сомнение достоверность этих событий и героический характер людей, связанных с ними.
В начале нынешнего века филолог Мария Репуси возглавила группу, написавшую новый школьный учебник современной греческой истории. Придерживаясь так называемой «нейтральной точки зрения» и не огорчая турецких союзников по НАТО, описывая резню в Смирне в 1922 году, Репуси ограничила события фразой «население города столпилось на набережной». Для страны, где четверть населения являются детьми и внуками малоазийских беженцев, для которых события тех лет ещё живы, это был вызов. Репуси получила скандальную известность и её фраза стала предметом насмешек: «в давке погибли армяне в 1915, греки в 1922, евреи и цыгане во Вторую мировую войну и т. д.» Саррис стал одним из основных противников Репуси и её учебника. Он именовал «трусливыми человечками и самыми нелепыми из нелепых» круги стоявшие за написанием этого учебника и призвал греческих граждан голосовать против трёх самых больших греческих партий (Новая демократия — Пасок — Синаспизмос) продолжавших поддерживать учебник.
Широкую огласку получил инцидент, когда во время полемики о учебнике студент Репуси превзошёл свою учительницу, заявив что до XVIII века не было греческой нации, которая была детищем Адамантиоса Кораиса.
Разгневанный Саррис прервал его выступление с неакадемическим, «нетолейрантным» криком «Позор тебе», в то время как остальные участники диспута удалили студента с трибуны.

## Болезнь и смерть
Саррис продолжал выступать и «сражаться», несмотря на проявившуюся болезнь(рак) и последовавших тяжёлых лечений. П. Ифестос вспоминает его появление на телевизионной передаче о скандальном учебнике М. Репусив марте 2007 года, когда ему только что был поставлен диагноз. Но у него хватило сил и воли прийти в этот вечер на телевидение, держа в руке французский альманах 1821 года который информировал французского читателя что весной на Пелопоннесе началось великое восстание греков возглавляемое митрополитом Патр Германом.
Саррис умер в Афинах 19 ноября 2011 года. Похоронен 22 ноября на Первом афинском кладбище.

## Выступление в Парламенте Греции по случаю 75-летия Лозаннского договора
Вехой в политической деятельности Сарриса является его выступление на специальном заседании Парламента Греции, посвящённом 75-летию Лозаннского договора.
Его выступление было как оценкой историка, тюрколога, юриста так и личным свидетельством члена грекоправославной общины Константинополя касательно нарушений положений Лозаннского соглашения о защите прав немусульманских меньшинств.
Саррис заявил что, Лозаннский договор был первым ревизионистским договором после окончания Первой мировой войны — ревизионистским потому что пересмотрел общепринятые итоги войны. Первая мировая завершилась Версальским и Севрским договором. Гитлер попытался пересмотреть Версальский договор, но безуспешно. Кемалю удалось пересмотреть Севрский мирный договор и следовательно его успех, успех ревизионизма, по мнению Сарриса, привёл Европу к Второй мировой войне.
Саррис отметил что Севрский мир, который касался в основном народов Малой Азии был пересмотрен в основном в отношении 6 % территории Турции отходившей к Греции, при этом, несмотря на пересмотр Севрского договора, единственные положения которые остались в силе были те, которые касались защиты меньшинств. Эти положения почти полностью перенесены в Лозаннское соглашение. И это потому, отметил Саррис, что гонения немусульманских меньшинств младотурками были ещё свежи и Великие европейские державы настаивали на особой защите которая предоставлялась не мусульманам.
Саррис отметил что ревизионистский характер договора не статичен, имеет динамику постоянного пересмотра в пользу Турции и в ущерб Греции. Лозаннский договор установил хрупкое равновесие, которое в дальнейшем было нарушено Турцией в ущерб Греции, что более всего очевидно в том что касается меньшинств. Саррис представил данные приведённые в книге американского историка Philipe Marshal (1996), которые не отличаются от данных приведённых Саррисом в его книге 1986 года: греческое население в городской черте Константинополя, которое до Лозаннского договора составляло 42 % всего населения, к 1927 году насчитывало 22 %, в 1950 — 12 %, в 1965 — 3 %, в 1980 — 1 %, в 1995 — 0,0001 %. Количество армян сократилось с 17 % до 0,005 %, евреев — до 0,002 %. Саррис заявил что речь идёт об исчезновении не только православных греков, но и всех немусульманских меньшинств. Арифметический баланс который был установлен в Лозанне был полностью нарушен.
Саррис напомнил, в том что касается терминологии о меньшинствах, что именно турецкая делегация в Лозанне настояла на том, что в Турции нет национальных меньшинств, а только религиозные. Однако сегодня Турция пытается именовать процветающее мусульманское меньшинство в Греции, представленное помаками, цыганами — мусульманами и собственно турками, исключительно турецким. Саррис подчеркнул, что именовать мусульманское меньшинство в Греции мусульманским является договорным обязательством Греции. Он заявил что эти положения договора имеют преимущественную силу даже перед конституциями. Саррис объяснил, что независимо от сегодняшних претензий к терминологии, при подписании договора в Лозанне турки настаивали на религиозном а не национальном имени меньшинств, иначе сюда подпадали и курды, которым они не желали предоставить права многочисленной нации.
Возвращаясь к численности греческого и мусульманского населений оставленных вне насильственного обмена, Саррис напомнил, что именно Рыза Нур настаивал на арифметическом балансе греков Константинополя и мусульман Западной Фракии.
Саррис заявил, что он обязан напомнить о своём предшественнике по партии Иоаннисе Зигдисе, который ещё в 1977 году поднял в парламенте вопрос о нарушении численного баланса меньшинств, установленных Лозаннским договором. Это напоминание, которое сопровождалось его (Сарриса) предложением законопроекта о записи депортированных константинопольцев в реестры Западной Фракии, обеспокоило МИД Турции, который заявил что да, Лозаннский договор нарушен в этом пункте, но есть и другие пункты нарушения Договора, очевидно подразумевая что Греция получила архипелаг Додеканес после Второй мировой войны.
Саррис предусмотрительно вручил всем членам парламента буклет с кратким описанием всех статей Лозаннского договора, что позволило ему обращаясь с трибуны заявить, что если кто либо будет читать один за другим все пункты договора, то будет удивлён тем что они, также один за другим, нарушены Турцией! Начиная со статьи 14, которая касается островов Имврос и Тенедос, нарушен основной принятый принцип — самоуправление. Статья 39 и параграфы 2,3 и 4 диктуют в обязательном порядке приём в государственные службы представителей меньшинства. Эта статья никогда не была реализована в Турции. В отношении использования греческого языка в общественных учреждениях и в суде: В избирательном законодательстве Греции есть положение, согласно которому мусульмане Западной Фракии голосуют с помощью переводчика. В Турции это немыслимо. Единственным исключением стал случай с Константинопольским патриархом Афинагором в 1961 году, когда иерарх дал показания в суде с помощью переводчика, что вызвало полемику в Турции — «как это допустили»). Саррис упомянул положения в отношении защиты церквей, кладбищ, которые по сегодняшний день подвергаются варварским атакам и никто из виновников не арестовывается и не привлекается к ответственности.
Саррис отметил, что в 1955 году, как стало известно позже, церкви, школы, институты (учреждения) были разрушены согласно планам самого правительства и вооружённых сил Турции. Саррис также напомнил, что согласно статье 41, параграф 2, школы, благотворительные учреждения должны были финансироваться из государственного бюджета и бюджетов муниципалитетов. Этого не только не произошло, но наблюдалось обратное — от церквей и учреждений требовали заплатить специальный налог, «налог контроля и вакуфов». Следовательно имеют место вопиющие нарушения этих положений.
В заключении Саррис напомнил о своём личном свидетельстве. Он заявил что его «ожидаемая биография», исходя из его политической деятельности и факта, что он, вероятно, был единственным после 1922 года греком в верхах турецкой политической партии, естественным образом должна была привести его в Турецкое национальное собрание, представляя греческую общину. Однако и его сотоварищи по партии в те дни говорили ему, что он отличится в Греции. Другими словами, считалось несомненным, что греки Константинополя, должны будут покинуть родной город. Саррис заявил, что этим он хочет подчеркнуть, что искоренение (изгнание) греков Константинополя, было совершено по заранее предписанному плану. На основании документов из архивов МИД Греции, Саррис также обвинил греческие правительства, в том что в вопросе изгнания греков Константинополя, они продемонстрировали преступную халатность, во многих случаях «повинуясь заокеанским рекомендациям по умиротворению».

## Писательская деятельность
Саррис опубликовал множество статей в научных журналах а также в ежедневной прессе.
Кроме координации перевода и издание в 2010 году книги Ахмета Давутоглу, Стратегическая глубина. Международное положение Турции, Саррис написал прологи ко многим книгам греческих и турецких академиков. Однако большое число работ его работ остались неопубликованными.
Некоторые из его работ:
- Другая сторона — Политическая и дипломатическая хронография вторжения на Кипр и его раздела (из турецких источников (Η άλλη Πλευρά — Πολιτική και Διπλωματική Χρονογραφία της εισβολής στην Κύπρο και του διαμελισμού της (από τουρκικές πηγές) , Εκδόσεις Γραμμή, Αθήνα, Τόμος Α΄, 1977, Τόμος Β΄ 1982 και Τόμος Γ΄ 1983).
- Османская действительность (Οσμανική Πραγματικότητα, Εκδόσεις Αρσενίδη, Αθήνα, Τόμοι Α΄ και Β΄, 1990.)
- Семья в Турции (Η Οικογένεια στην Τουρκία: κοινωνική πλαισίωση και θεσμική προσέγγιση, Εκδόσεις Ρήσος, Αθήνα, 1990).
- Внешняя политика и политические события в Первой турецкой республике, становление военной бюрократии (Εξωτερική Πολιτική και Πολιτικές Εξελίξεις στην Πρώτη Τουρκική Δημοκρατία, Η άνοδος της στρατογραφειοκρατίας, (1923—1950), Εκδόσεις Γόρδιος, Αθήνα, 1992).
- Греческое общество и телевидение (Ελληνική Κοινωνία και Τηλεόραση, Εκδόσεις Γόρδιος, Αθήνα, Τόμοι Α΄ και Β΄, 1992.
- Дореволюционная Греция и османское государство (Προεπαναστατική Ελλάδα και Οσμανικό Κράτος, Εκδόσεις Ηρόδοτος, Αθήνα, 1993).
- Введение в социометрию, групповую психотерапию (Εισαγωγή στην Κοινωνιομετρία, την Ομαδική Ψυχοθεραπεία και το Ψυχόδραμα, Αθήνα, Εκδόσεις Δανιάς, 1995).
- Философия общества и государства (Φιλοσοφία της Κοινωνίας και της Πολιτείας — αρχαίος κόσμος, (Τόμος Α΄) και Πατερική Ορθοδοξία και Βυζαντινή σκέψη (Τόμος Β΄), Εκδόσεις Κάκτος, Αθήνα, 1997).